# Tubohan
Tubohan is een bestuurslaag in het regentschap Ogan Komering Ulu van de provincie Zuid-Sumatra, Indonesië. Tubohan telt 1645 inwoners (volkstelling 2010).